# کارین مورتنسن
کارین مورتنسن (دانمارکی: Karin Mortensen؛ زادهٔ ۲۶ سپتامبر ۱۹۷۷) بازیکن هندبال اهل دانمارک بود.
از افتخارات وی میتوان به کسب دو مدال طلا به‌همراه تیم ملی هندبال زنان دانمارک در بازی‌های المپیک تابستانی ۲۰۰۰ و بازی‌های المپیک تابستانی ۲۰۰۴ اشاره کرد. 